# Chilton (Durham)
Chilton is een civil parish in het bestuurlijke gebied Durham, in het Engelse graafschap Durham met 3744 inwoners.